# Thiên thể giả thuyết

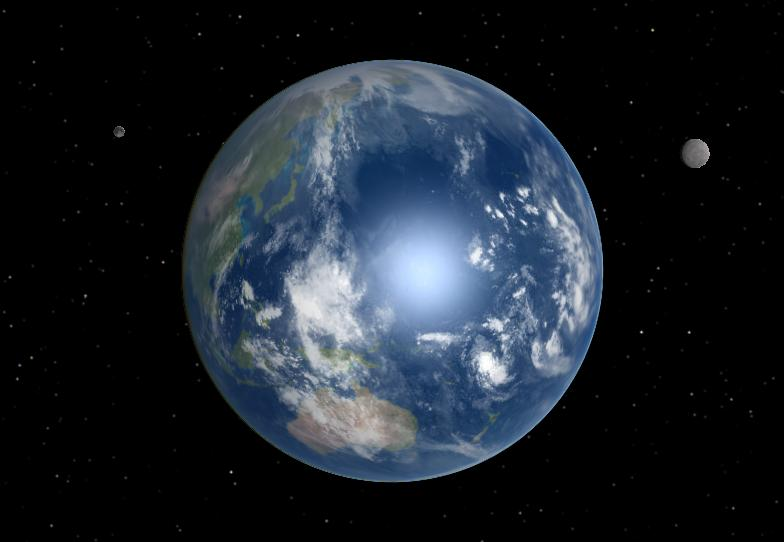
Minh họa về Trái đất, quay quanh bởi mặt trăng thứ hai giả thuyết.

31 Crateris, một hệ sao đôi che khuất có thể ban đầu bị nhầm lẫn với mặt trăng của Sao Thủy.

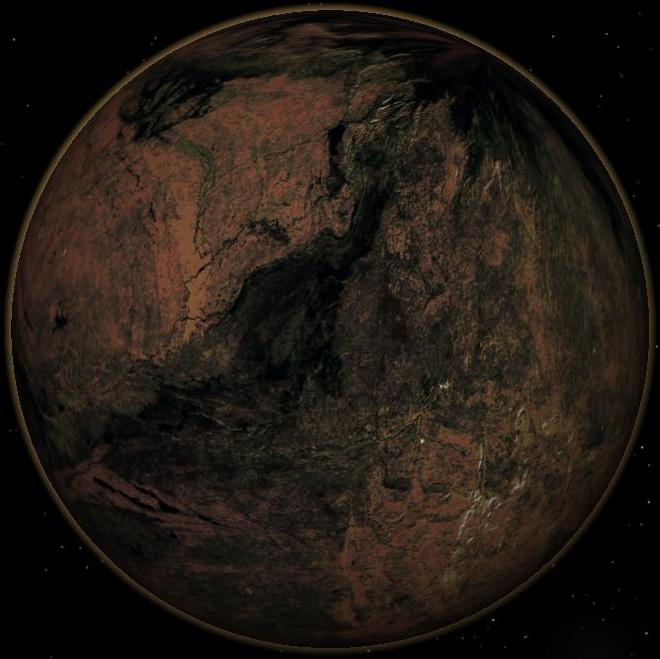
Minh họa của một hành tinh carbon. Bề mặt tối và hơi đỏ từ các mỏ hydrocarbon.

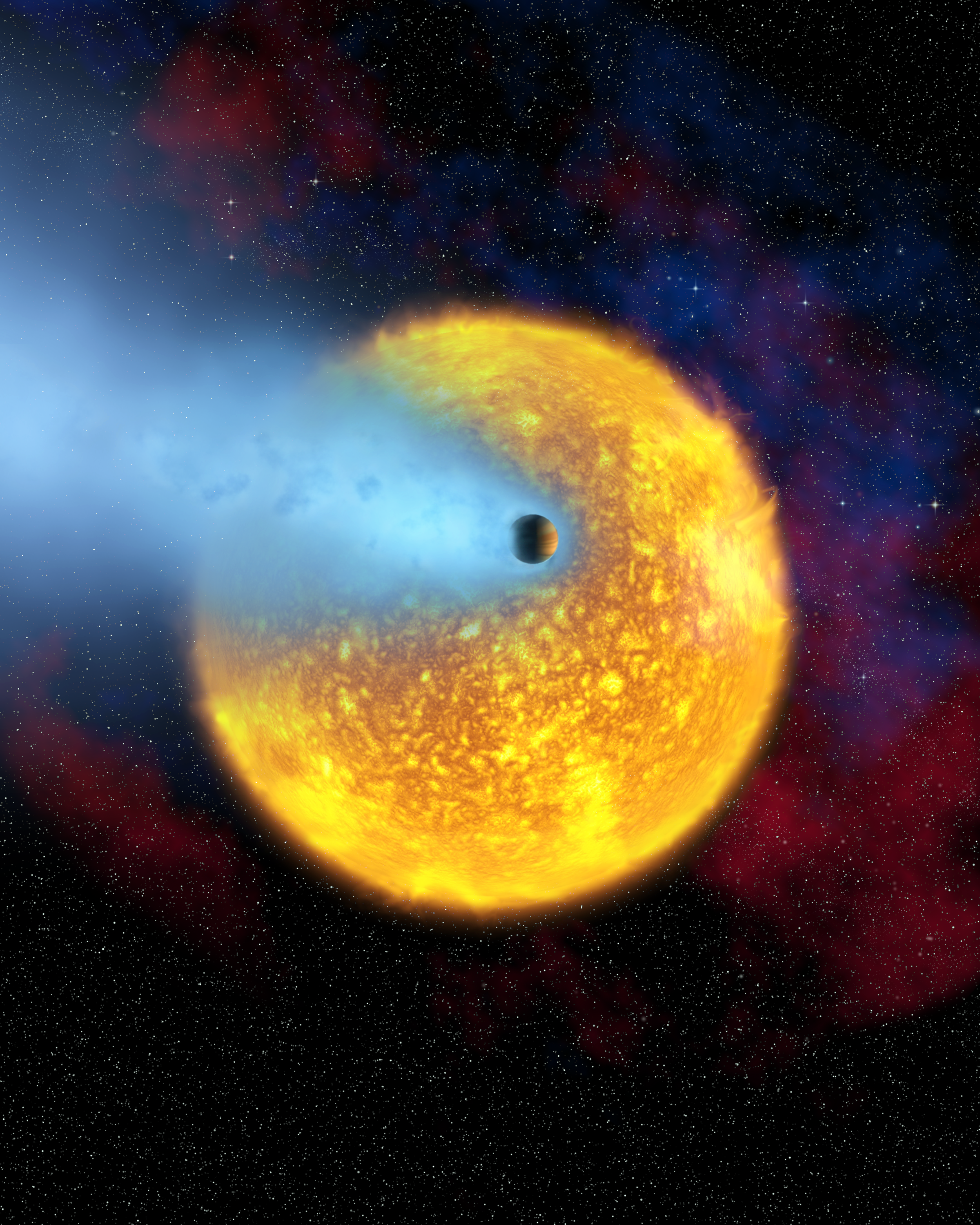
Minh họa về HD 209458 b, một hành tinh Chthonia giả định, đi ngang qua ngôi sao của nó.

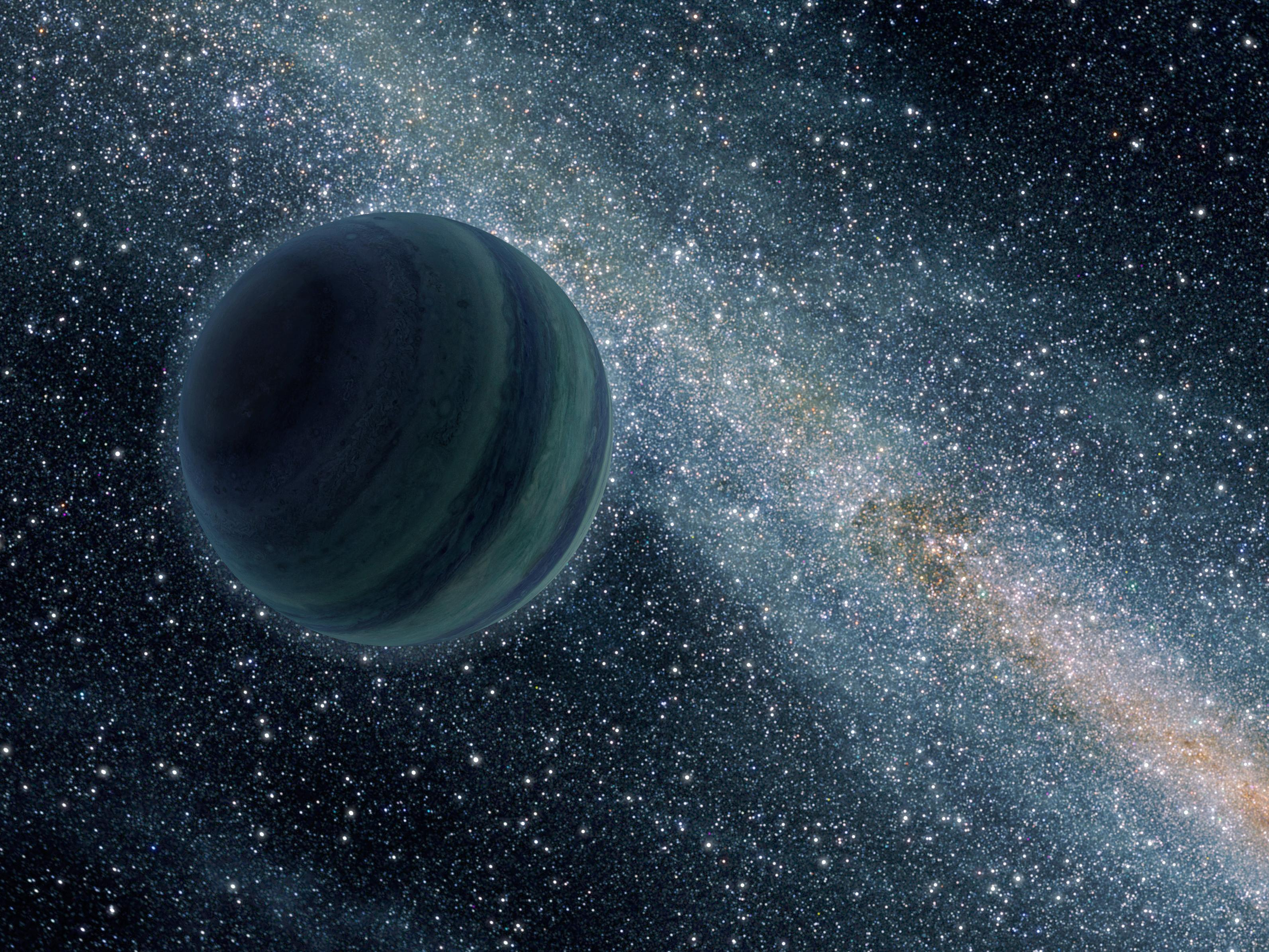
Quan niệm của nghệ sĩ về một hành tinh lang thang cỡ Sao Mộc.

Một vật thể thiên văn giả thuyết (hay thiên thể giả thuyết) là một vật thể thiên văn (như một ngôi sao, hành tinh hoặc vệ tinh tự nhiên) được cho là hữu hình hoặc tồn tại nhưng sự tồn tại của chúng chưa được chứng minh một cách khoa học. Những thiên thể như vậy đã được đưa ra giả thuyết trong suốt lịch sử được ghi lại. Ví dụ, vào thế kỷ thứ 5 trước Công nguyên, nhà triết học Philolaus đã định nghĩa một vật thể thiên văn giả thuyết mà ông gọi là "Ngọn lửa trung tâm", xung quanh ông đề xuất các thiên thể khác (bao gồm cả Mặt trời) di chuyển.

## Các loại vật thể thiên văn giả thuyết
Các vật thể thiên văn giả thuyết đã được suy đoán tồn tại cả bên trong và bên ngoài Hệ Mặt trời bao gồm các loại sao, hành tinh và các vật thể thiên văn khác.
- Đối với các thiên thể giả thuyết trong Hệ Mặt Trời, xem: Danh sách các thiên thể Hệ Mặt Trời giả định
- Đối với các ngôi sao giả thuyết, xem ngôi sao giả thuyết
- Đối với các sao lùn nâu giả thuyết, xem: Danh sách các sao lùn nâu
- Đối với các lỗ đen giả thuyết, xem: Lỗ đen giả thuyết
- Đối với các mặt trăng ngoài hệ mặt trời, tất cả chúng hiện đang là giả thuyết, xem: Mặt trăng ngoài hệ mặt trời
- Đối với các ngôi sao, hành tinh hoặc mặt trăng mà sự tồn tại của khoa học không chấp nhận, hãy xem: Các thiên thể hành tinh được đề xuất trong tôn giáo, chiêm tinh học, ufology và giả khoa học và các ngôi sao được đề xuất trong tôn giáo
- Đối với các hành tinh giả thuyết trong tiểu thuyết, xem: Các hành tinh hư cấu của Hệ Mặt trời

## Các loại hành tinh giả thuyết
Các loại hành tinh giả thuyết ngoài hệ mặt trời bao gồm:
- Hành tinh carbon: một hành tinh đất đá có thành phần chủ yếu là carbon, chứ không phải silicon.
- Hành tinh Chthonia: Một sao Mộc nóng có lớp ngoài cùng đã bị ngôi sao mẹ của nó tước đi hoàn toàn.
- Hành tinh không lõi: Một hành tinh đất đá không có lõi kim loại.
- Hành tinh helium: một hành tinh khí khổng lồ được hình thành xung quanh một sao lùn trắng có thành phần chủ yếu là helium thay vì hydro.
- Hành tinh sắt, một hành tinh như Sao Thủy bao gồm chủ yếu là lõi sắt với lớp phủ nhỏ.
- Hành tinh đại dương: Một hành tinh có bề mặt được bao phủ hoàn toàn bởi các đại dương sâu thẳm.
- Hành tinh Hycean: Một hành tinh nóng được bao phủ bởi nước và có khí quyển chứa chủ yếu khí hydro. Được đề xuất vào ngày 26 tháng 8 năm 2021.
- Hành tinh siêu sống: Một hành tinh phù hợp với sự sống hơn trái đất.
- Ploonet: Một hành tinh ban đầu là mặt trăng nhưng đã bị tách ra một cách hấp dẫn. Tương tự, Sao Diêm Vương từng được cho là một vệ tinh thoát khỏi Sao Hải Vương.
- Hành tinh Trojan: Một hành tinh quay quanh với một ngôi sao thay vì xung quanh nó.